# Данбар (переписна місцевість, Вісконсин)
Данбар (англ. Dunbar) — переписна місцевість (CDP) в США, в окрузі Марінетт штату Вісконсин. Населення — 61 особа (2020).

## Географія
Данбар розташований за координатами 45°38′46″ пн. ш. 88°10′47″ зх. д. / 45.64611° пн. ш. 88.17972° зх. д. (45.646246, -88.179592).  За даними Бюро перепису населення США в 2010 році переписна місцевість мала площу 2,76 км², з яких 2,76 км² — суходіл та 0,00 км² — водойми.

## Демографія
Згідно з переписом 2010 року, у переписній місцевості мешкало 50 осіб у 25 домогосподарствах у складі 14 родин. Густота населення становила 18 осіб/км².  Було 80 помешкань (29/км²).
Расовий склад населення:
| - 86,0 % — білих - 2,0 % — корінних американців - 2,0 % — азіатів - 4,0 % — осіб інших рас |

До двох чи більше рас належало 6,0 %. Частка іспаномовних становила 8,0 % від усіх жителів.
За віковим діапазоном населення розподілялося таким чином: 16,0 % — особи молодші 18 років, 68,0 % — особи у віці 18—64 років, 16,0 % — особи у віці 65 років та старші. Медіана віку мешканця становила 52,0 року. На 100 осіб жіночої статі у переписній місцевості припадало 92,3 чоловіків;  на 100 жінок у віці від 18 років та старших — 100,0 чоловіків також старших 18 років.
Середній дохід на одне домашнє господарство  становив 40 942 долари США (медіана — 38 942), а середній дохід на одну сім'ю — 44 268 доларів (медіана — 41 250). За межею бідності перебувало 25,2 % осіб, у тому числі 38,6 % дітей у віці до 18 років та 0,0 % осіб у віці 65 років та старших.
Цивільне працевлаштоване населення становило 35 осіб. Основні галузі зайнятості: роздрібна торгівля — 28,6 %, виробництво — 20,0 %, освіта, охорона здоров'я та соціальна допомога — 20,0 %.